# Escola de Colônia

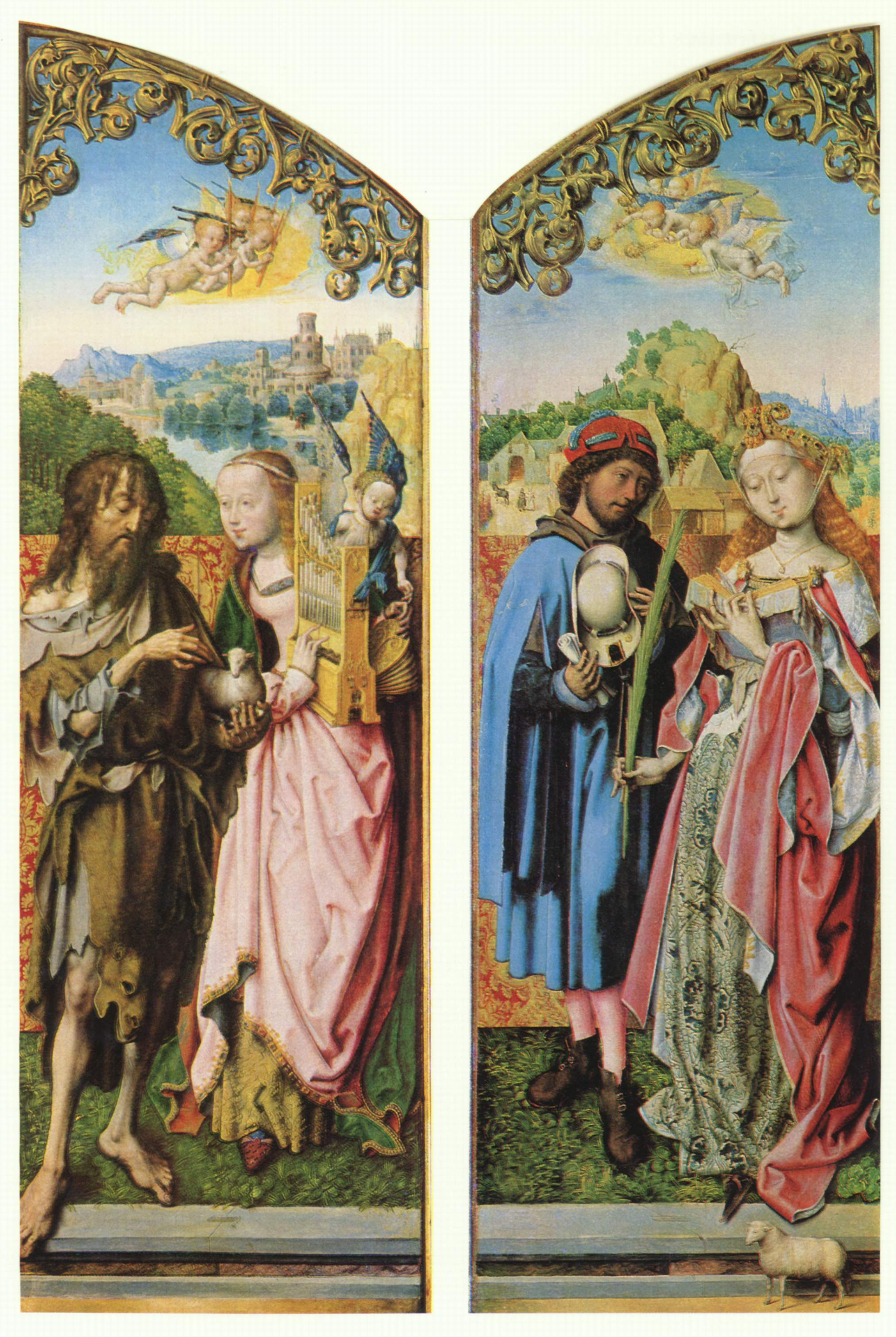
Painéis internos do Altar de São Bartolomeu (c.1510)

O termo Escola de Colônia de Pintura foi utilizado pela primeira vez no século XIX para descrever pinturas antigas alemãs em geral. Depois, tornou-se referência aos pintores que tinham seus ateliês na cidade medieval de Colônia, ao redor da Schildergasse, na região do baixo Reno, entre 1300 e 1550.
O século XV foi o ponto alto dessa escola, quando Stefan Lochner (1442–1451) crou o Altar of the City Patrons, considerada a obra-prima da Escola de Cologne. Rogier van der Weyden, por sua vez, influenciou as criações do Mestre do Altar de São Bartolomeu. 

## Artistas
Entre os artistas da Escola de Cologne, se incluem Stefan Lochner e William de Colônia, bem como um grande número de artistas anônimos, tais como:
- Mestre do Altar de São Bartolomeu
- Mestre da Vida da Virgem